# Ligne 2 du métro de Barcelone
Pour les articles homonymes, voir Ligne 2.
La ligne 2 (en catalan : Línia 2 del metro de Barcelona, en espagnol : Línea 2 del metro de Barcelona) est l'une des douze lignes du réseau du métro de Barcelone, ouverte en 1995. Elle est exploitée par TMB et dessert trois communes.

## Historique

### De 1959 à aujourd'hui
Les débuts de la ligne commencent en dehors du tracé actuel. En effet, en 1959, le quartier d'Horta est relié au centre-ville grâce à une nouvelle ligne de métro : la ligne II. Cette ligne était initialement automatisée, mais la méfiance des usagers était tellement grande que l'exploitant a quand même dû placer un conducteur dans la rame. À ses débuts, elle desservait huit stations.
Huit ans après, la ligne gagne une nouvelle station, Horta.
En 1970, la ligne V est prolongée de Sagrada Familia à Sagrera, et la ligne II voit son tracé rattaché à cette ligne.
 À partir de 1982, les lignes du réseau s'identifient par des chiffres arabes.
Des tunnels situés entre Paral·lel et Sagrada Familia étaient inutilisés, ce qui permit la construction d'une nouvelle ligne, la L2. La ligne devait ouvrir 1992, pour les Jeux olympiques de Barcelone. Cependant, l'ouverture fut retardée de trois ans. Elle ouvrit entre Sant Antoni et Sagrada Familia.
La ligne, entre Monumental et Paral·lel (où il y a un raccordement avec la L3), avait la particularité de circuler à gauche. C'est donc au niveau de la station Monumental qu'il y a transition entre la conduite à gauche et la conduite à droite.
En 1996, la ligne atteint Paral·lel.
Puis, en 1997, La Pau.
La mouture actuelle de ligne date de 2002. Elle récupère alors le tronçon La Pau-Pep Ventura de la L4, inauguré en 1985. La station Joan XXIII s'appelle désormais Artigues | Sant Adrià.

## Caractéristiques

### Ligne
La ligne 2 a son origine dans le centre de Barcelone et se dirige ensuite vers le nord. Elle traverse : Barcelone, Sant Adrià de Besòs et Badalone.

### Stations et correspondances
|  |   |  | Station                | Communes                   | Correspondances |
|  | - |  | ---------------------- | -------------------------- | --------------- |
|  | ■ |  | Paral·lel              | Barcelone (Sants-Montjuïc) | Montjuïc        |
|  | o |  | Sant Antoni            | Barcelone (Vieille ville)  |                 |
|  | o |  | Universitat            | Barcelone (Eixample)       |                 |
|  | o |  | Passeig de Gràcia      | Barcelone (Eixample)       |                 |
|  | o |  | Tetuan                 | Barcelone (Eixample)       |                 |
|  | o |  | Monumental             | Barcelone (Eixample)       |                 |
|  | o |  | Sagrada Família        | Barcelone (Eixample)       |                 |
|  | o |  | Encants                | Barcelone (Eixample)       |                 |
|  | o |  | Clot                   | Barcelone (Sant Martí)     |                 |
|  | o |  | Bac de Roda            | Barcelone (Sant Martí)     |                 |
|  | o |  | Sant Martí             | Barcelone (Sant Martí)     |                 |
|  | o |  | La Pau                 | Barcelone (Sant Martí)     |                 |
|  | o |  | Verneda                | Sant Adrià de Besòs        |                 |
|  | o |  | Artigues \| Sant Adrià | Badalone                   |                 |
|  | o |  | Sant Roc               | Badalone                   |                 |
|  | o |  | Gorg                   | Badalone                   |                 |
|  | o |  | Pep Ventura            | Badalone                   |                 |
|  | ■ |  | Badalona Pompeu Fabra  | Badalone                   |                 |

## Exploitation

### Matériel roulant
La ligne a vu circuler les séries 3000, partie sur la L3 en 2006/2007, la série 5000 durant les mêmes années, qui roulent désormais sur les lignes L3 et L5 il y a peu la série 2100 qui circule sur la L4.
Aujourd'hui, ce sont les seuls trains construits par Alstom pour la TMB qui circulent sur cette ligne : la série 9000, initialement prévue pour les lignes 9 et 10. Or, la construction ayant subi divers retards, les rames sont arrivées avant l'ouverture. Une minorité est réservée pour la L9 et la grande majorité est donnée aux autres lignes. Cela implique donc des rotations au niveau du matériel. Dans tous les cas, la L2 devait impérativement être équipée de ces trains. En effet, un partage d'infrastructures avec la L9 étant prévu, la similarité des pilotes automatiques est indispensable.
Les 9000 ont alors remplacé les 2100 qui eux, roulent sur la L4. Ce transfert a permis de radier les dernières 1100 en service. Le nombre de 2100 mutés est insuffisant, les 9000 sont donc également apparus sur cette ligne.

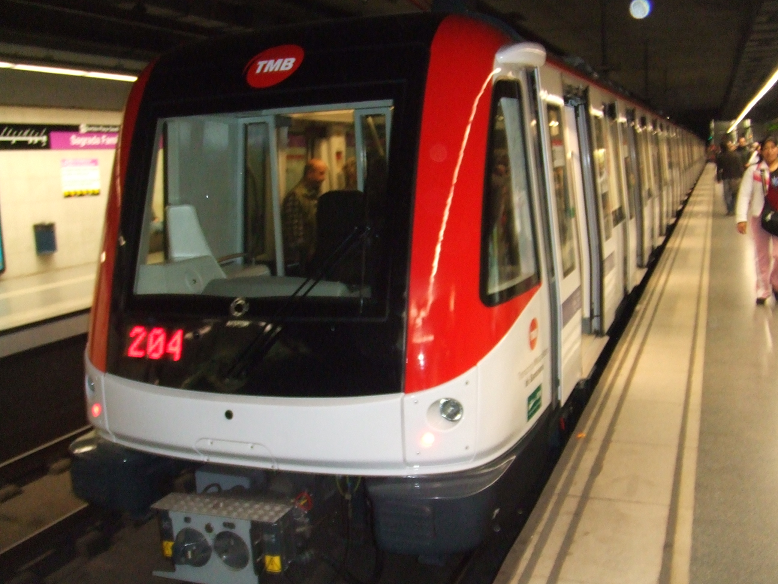
Rame 9000 à la Sagrada Familia
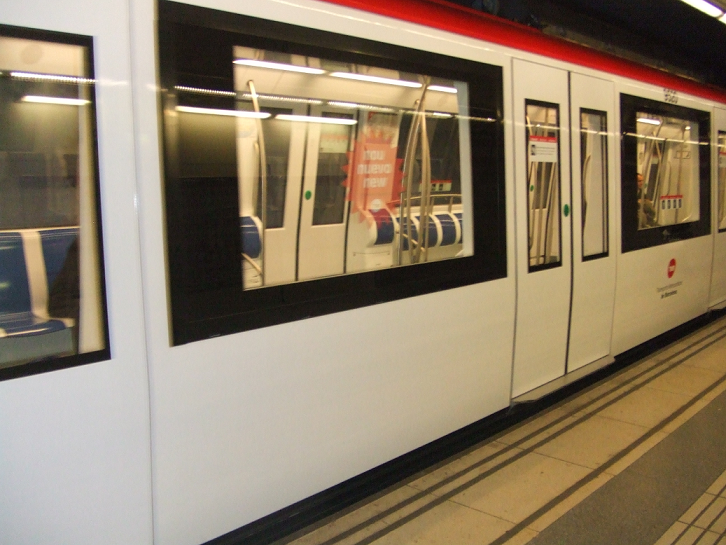
Profil et intérieur d'une rame 9000 à Universitat
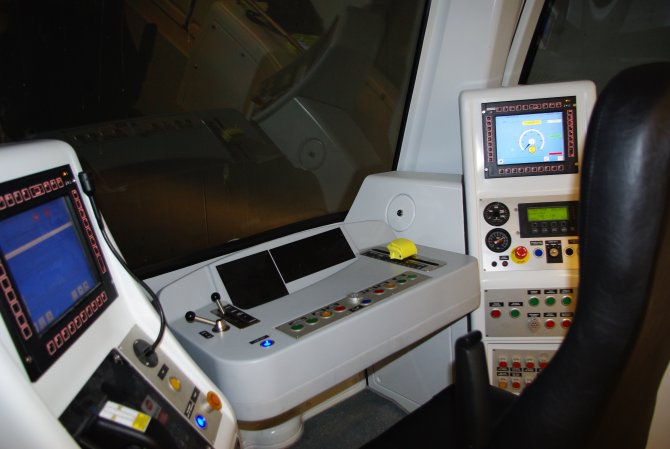
Le poste de conduite d'un S9000.

### Horaires et tarification
La ligne est ouverte de 05:00 à 00:00 du lundi au jeudi, jusqu'à 02:00 le vendredi, sans interruption le week-end, jours fériés et le jour de la San Juan. Le temps d'attente minimal est de 2 minutes 44 secondes (le temps d'attente le plus bref sur le réseau) en heure de pointe, ce qui signifie qu'il y a 22 trains simultanément en circulation. Sa vitesse commerciale est parmi l'une des plus élevées : 28,1 km/h.
Elle est située, tout comme le reste du réseau, en zone tarifaire 1. Elle est aussi, avec les L9, L10, L11, intégralement accessible aux handicapés.

## Projets
Le plan directeur des infrastructures 2021-2030 (PDI) de l'Autorité du transport métropolitain (ATM) envisage un prolongement entre Sant Antoni et Parc Logístic. Long de 6,3 km et six stations, ce nouveau tronçon serait notamment en correspondance avec la ligne 3 à Poble Sec, la ligne 10 à Foc, puis la ligne 9 à partir de Fira jusqu'à Parc Logístic. La section jusqu'à Paral·lel sera fermée au service commercial et transformée en zone de manœuvre et de remisage des rames.